# Речи Варга
Речи Варга (норв. Vargsmål, читается как «Варгсмол») — первая книга известного норвежского блэк-метал-музыканта Варга Викернеса.

## Название
Книга названа по аналогии с древнескандинавскими сказаниями (например, Grimnismål — «Речи Гримнира»).

## Написание и издание книги
Книга была написана Варгом Викернесом в конце 1994 года, когда он находился в тюрьме, и представляла собой сборник разрозненных статей. По утверждению автора, тюремное начальство конфисковало рукопись книги, и в течение нескольких лет ему не разрешали даже откорректировать её. В конце концов Викернес решил издать её как есть. «Речи Варга» были написаны специально для норвежцев, в качестве защиты от материалов в СМИ. По мнению Викернеса, это «не совсем та книга, с которой стоит начать», хотя «в ней есть несколько дельных моментов».
Оригинал книги написан на норвежском языке (букмоле), содержит 83 статьи и был напечатан в Италии в 1997 году.

## Переводы

### Перевод на английский язык
Известно о по крайней мере двух английских переводах. По словам Викернеса, один из них «был настолько ужасен, что я даже не смог прочитать его целиком». В то же время английский перевод книги так и не был издан, хотя и доступен в сети Интернет.

### Перевод на русский язык
Перевод книги на русский язык был издан в 2002 году ООО «Рагнарёк», с предисловием автора к русскому изданию. Книга была выпущена в мягкой обложке и содержала 82 статьи. Тираж книги составил 2000 экземпляров.
Второе издание книги было выпущено обществом «Белые Традиции» в 2007 году в Тамбове в твёрдой обложке тиражом в 1000 экземпляров. В этом издании был отредактирован перевод, изменена структура и содержание книги с учётом пожеланий автора, а также добавлено приложение — статья Викернеса «Охота на Графа». Книга в этом издании включает в себя 75 статей. По сравнению с первым изданием добавлена статья «Корабль», но второе издание не содержит статей «Красный, белый, синий», «Север превыше всего», «Самооборона», «Фальсификация истории», «Армия-ангел», «Старая речь», «Происхождение имени», «Знак Зверя».
Вариант перевода книги, доступный в Интернете, хотя и содержит 82 статьи, как и первое издание, в то же время несколько отличается от печатного варианта.
В 2007 году общество «Белые Традиции» заявило о выпуске пиратских копий книг «Речи Варга» и «Речи Варга II» Владимиром Поповым, известным как «Верховный Правитель Русской Республики».
Третье издание книги было выпущено в 2011 году в Тамбове в мягкой обложке.

### Другие переводы
Известно о существовании шведского перевода, но он, как и английский вариант, так и не был издан.
Перевод книги на немецкий язык доступен в сети Интернет, но о его издании ничего не известно.
Перевод книги на итальянский язык (под названием Così parlò Varg, дословно «Так говорил Варг») доступен в сети Интернет, но о его издании ничего не известно.
В сокращённом варианте книга была переведена на хорватский и сербский (как Reči Varga) языки. В обе версии вошли 52 статьи из оригинальной книги и несколько более поздних статей Викернеса.

## Содержание
«Речи Варга» — это сборник слабо связанных между собой статей, своего рода собрание мнений Викернеса на ряд тем. Он пишет о скандинавской мифологии, истории Норвегии, проблемах современного европейского общества потребления, иностранной иммиграции в Европу и так далее. Викернес подвергает беспощадной критике христианство («Иудеохристианская вера — это внешний знак духовной ущербности, когда она заявляет о себе в неевреях», «Христианство — это расизм по отношению к нашей расе, который поддерживает жизнь в наших братьях по расе, чтобы они служили евреям и были для них рабами») и современный материализм, на которые он возлагает ответственность за все проблемы нынешнего общества. Также критике подвергаются сатанизм и музыкальная блэк-метал-сцена, порицается музыкальное турне против расизма. В качестве единственной альтернативы как христианству, так и материализму автор предлагает вернуться к языческой вере предков в своей интерпретации таковой. 
В книге Викернес называет себя националистом, но отказывается именовать себя правым, склоняясь скорее к образу революционера.
Книга содержит антимасонские («Самые крайние предатели расы находятся в масонских орденах. Масоны позволяют убивать себя, чтобы позднее рождаться в качестве „искусственных евреев“») и антисемитские заявления, отрицание масштабов Холокоста.
Викернес утверждает, что якобы именно германцы основали древние культуры: иранцы, северные индийцы, римляне и древние греки были «белыми арийцами», и пропагандирует расовую гигиену.

## Некоторые факты о книге
- Книга была написана, когда автору был только 21 год.
- Некоторые статьи оригинала имеют названия на древненорвежском языке.
- Статья «Армия-ангел» (норв. Armé angel) присутствует только в сетевой версии книги. В печатной копии оригинала её нет.
- В оригинал книги входит статья под названием Auf Tod und Leben Kämpfen (с нем. — «Борьба не на жизнь, а на смерть»), описывающая убийство Викернесом Евронимуса. В русских переводах она отсутствует, но во втором издании те же события более подробно описаны в добавленной статье «Охота на Графа».
- В книге приведена характеристика Викернеса судебным психиатром (отсутствует в первом русском издании).
- В Российской Федерации книги «Речи Варга» и «Речи Варга II» официально признаны экстремистскими (решение Южно-Сахалинского городского суда от 11.10.2012, записи № 1642, 1643 Федерального списка экстремистских материалов).

## Речи Варга II
Под названием «Речи Варга II» в 2006 году был выпущен сборник переведённых на русский язык работ Викернеса, включающий в себя эссе «Ирминсуль», рассказ «Перт» и статьи, написанные в 2004—2006 годах. В 2010 году появилось второе электронное издание, существенно дополненное. В 2011 году вышло третье издание книги.